# 茨索伊爾 (亞利桑那州)
茨索伊爾（英語：Tsaile）是位於美國亞利桑那州阿帕契縣的一個人口普查指定地區。根據2010年美國人口普查，該地人口為1205人，而該地的面積約為15.55平方千米。

## 地理
茨索伊爾的座標為36°18′17″N 109°13′24″W / 36.30472°N 109.22333°W，而該地最高點為海拔高度2177米（即7142英尺）。